# Własność to kradzież!
Własność to kradzież! (fr. La propriété, c'est le vol!) – słynne w kulturze i ruchu anarchistycznym hasło spopularyzowane przez francuskiego anarchistę Pierre’a-Josepha Proudhona, który zawarł je w swojej książce z 1840 pt. Czym jest własność? (fr.. Qu’est-ce que la propriété?)

## Szerszy kontekst
Gdybym miał odpowiedzieć na pytanie: czym jest niewolnictwo? i gdybym odpowiedział na nie jednym słowem: jest morderstwem - myśl moja byłaby od razu zrozumiana. Nie potrzebowałbym wygłaszać długiej mowy, aby wykazać, że władza, która odbiera człowiekowi myśl, wolę, osobowość, jest władzą nad jego życiem i śmiercią, i że uczynić z człowieka niewolnika jest tym samym, co zamordować go. Dlaczego więc nie mógłbym na to drugie pytanie: co to jest własność? odpowiedzieć podobnie: własność jest kradzieżą. Dlaczego w tym wypadku nie miałbym mieć pewności, że nie zostanę zrozumiany, skoro to drugie twierdzenie jest tylko przekształceniem pierwszego?

Poprzez "własność" Proudhon odniósł się do pojęcia własności ziemskiej, które wywodzi się z prawa rzymskiego: suwerenne prawo własności, prawo właściciela do rozporządzania swoją własnością, jak mu się podoba, "do używania i nadużywania", tak długo jak w końcu podda się egzekwowanemu przez państwo prawu posiadania i przeciwstawi rzekome prawo własności prawom (które uznał za ważne) wolności, równości i bezpieczeństwa. Proudhon wyraźnie zaznaczył, że jego sprzeciw wobec własności nie rozciąga się na wyłączne posiadanie majątku wytworzonego przez siłę roboczą.

### Podobne wyrażenia
Jacques Pierre Brissot napisał wcześniej w swoich Zapytaniach filozoficznych o prawo własności (org. Recherches philosophiques sur le droit de propriété et le vol): „Wyłączna własność jest rabunkiem na naturze”. Karol Marks napisze później w liście z 1865, że Proudhon wziął hasło z Warville (to znaczy od Brissota), chociaż jest to podważane przez późniejsze badania.
Zdanie to pojawia się również w 1797 w tekście Markiza de Sade'a - L'Histoire de Juliette: "Śledząc prawo własności od jego źródła, nieomylnie dochodzi się do uzurpacji. Jednak kradzież jest karana tylko dlatego, że narusza prawo własności; ale to prawo samo w sobie jest niczym innym jak kradzieżą".
Podobny zwrot można dostrzec u św. Ambrożego z Mediolanu, który nauczał, że „zbędna własność, którą posiadasz, ukradłeś” (łac. superfluum quod tenes tu furaris) oraz Bazylego z Cezarei (Ascetyka, 34, 1-2)
Jean-Jacques Rousseau przedstawił tę samą ogólną uwagę, kiedy pisał: "Pierwszy człowiek, który zamknąwszy kawałek ziemi, pomyślał sobie, że powie 'To jest moje' i znalazł ludzi na tyle prostych, by mu uwierzyli, był prawdziwym założycielem społeczeństwa obywatelskiego. Od jak wielu zbrodni, wojen i morderstw, od jak wielu okropności i nieszczęść nikt nie mógł uratować ludzkości, przez wyciąganie stosów, albo napełnianie rowu i wołanie do swoich bliźnich: Uważajcie na tego szarlatana, jesteście nieugięci, jeśli kiedyś zapomnicie, że owoce ziemi należą do nas wszystkich, a sama ziemia do nikogo”.
Irlandzki marksista James Connolly nazwał ruch socjalistyczny "wielkim ruchem antykradzieżowym XX wieku".

## Krytyka
Karol Marks, choć początkowo doceniał twórczość Proudhona, później krytykował m.in. wyrażenie "własność to kradzież" jako autorefleksyjne i niepotrzebnie mylące, pisząc, że "kradzież" jako przymusowe naruszenie własności zakłada istnienie własności" i potępiając Proudhona za wplątanie się w "wszelkiego rodzaju fantazje, niejasne nawet dla niego samego, o prawdziwej burżuazyjnej własności".
Max Stirner był bardzo krytyczny wobec Proudhona, a w swoim dziele Jedyny i jego własność skrytykował podobnie wyrażenie Proudhona przed Marksem, pytając: "Czy pojęcie ‘kradzież’ jest w ogóle możliwe, chyba że dopuszcza się ważność pojęcia ‘własność’? Jak można kraść, jeśli nie ma już własności? (...) W związku z tym własność nie jest kradzieżą, ale kradzież staje się możliwa tylko poprzez własność”.